# Altes Stadthaus (Berlin)
Le Altes Stadthaus est, comme son nom l'indique, l’ancien hôtel de ville de Berlin (ce nom le distingue du Neues Stadthaus (de) situé à proximité). Il abrite actuellement les services chargés de l'Intérieur et des sports du Sénat de Berlin, après avoir a été le siège du gouvernement de la République démocratique allemande entre 1961 et 1990.
Il est situé sur la Jüdenstraße, dans le quartier de Mitte.

## Architecture
Le bâtiment monumental conçu par l'architecte Ludwig Hoffmann, que l'on considère comme étant son chef-d'œuvre, est clairement de facture néoclassique s'inspirant du Französischer Dom et du Deutscher Dom qui se trouvent tous deux sur la place du Gendarmenmarkt.

L'ensemble architectural est construit autour de cinq cours, le tout surmonté d'une imposante tour d'environ 80 mètres de hauteur, s'élevant à partir d'une base carrée, et se compose d'un double jeu de cylindres avec entouré de colonnes. Cette structure est coiffée d'un dôme de 3,25 mètres de haut, orné à son sommet d'une sculpture en cuivre de la déesse Fortuna, par Ignace Taschner.
L'intérieur du bâtiment inclut une salle destinée à accueillir de grandes manifestations publiques qui manquait à la ville.

## Histoire

### Le contexte du projet

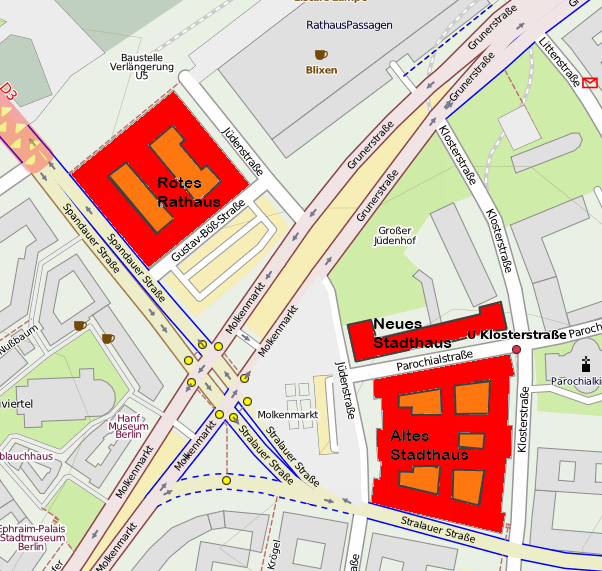
Localisation des trois hôtels de ville berlinois : le Altes Stadthaus, le Neues Stadthaus et le Rotes Rathaus.

Durant les années 1860, la population berlinoise s'est accrue de manière significative avec 50 000 personnes supplémentaires par an. Le Rotes Rathaus qui était alors en construction ne pouvait plus répondre aux attentes d'une ville qui comptait déjà 800 000 habitants au moment de son achèvement en 1869. Ainsi, dans les années 1880, les services municipaux étaient répartis dans dix autres bâtiments situés à proximité du Rotes Rathaus, qui ne pouvait être agrandi. Un deuxième siège destiné à accueillir l'administration municipale était nécessaire.

### L'élaboration du projet
En 1893, le comité exécutif du conseil de la ville de Berlin proposa un site sur les rives de la Spree, approximativement à l'emplacement du Detlev-Rohwedder-Haus, actuel siège du ministère fédéral des Finances. Mais la proposition fut rejetée et le projet fut suspendu pendant plusieurs années.
Après avoir envisagé de nombreux emplacement, en 1898, l'architecte Ludwig Hoffmann s'impliqua dans la recherche d'un terrain adéquat et proposa au Conseil de la ville d'implanter le nouvel édifice sur la Molkenmarkt (en), la plus ancienne place de Berlin, situé à proximité du cœur historique de la capitale, le quartier de Nikolaiviertel.
Après l'achat des 32 parcelles nécessaires, Hoffmann proposa un bâtiment pouvant accueillir 1 000 employés. Le projet de l'architecte fut retenu et la première pierre sera posée en 1902.

### L'entre-deux-guerres
Jusque dans les années 1920, le bâtiment ne connaîtra pas de modifications importantes. Ni la Première Guerre mondiale, ni la Révolte spartakiste de Berlin en 1918 ne causa de dommages à l'édifice.
En 1920, la charge administrative sera considérablement accrue par l'incorporation de plusieurs villes et villages limitrophes de la capitale dans la ville de Berlin, créant le Grand Berlin. En conséquence, certains départements et unités devaient être logés à l'extérieur du bâtiment.
En 1929, le magistrat chargé de planification de la ville développa un concept pour la création d'un nouveau bâtiment administratif englobant deux pâtés de maisons, qui seraient également relier à l'Hôtel de Ville. Ce projet devait aussi comprendre la bibliothèque principale de la ville, ainsi que la caisse d'épargne municipale. Ce plan rentrait également dans le cadre d'un réaménagement du Molkenmarkt et du quartier environnant jugé insalubre. Mais ces projets durent être abandonnées en 1931 en raison de la situation politique et économique de Berlin durant l'entre-deux-guerres.

### Le Troisième Reich et Seconde Guerre mondiale
L'arrivée au pouvoir des Nazis relance les plans d'urbanisme. La construction du Neues Stadthaus voisin a permis d'envisager d'en faire la résidence du bourgmestre de la ville, tout en ajoutant deux grandes nouvelles ailes à l'édifice. Le quartier autour du Molkenmarkt devait également accueillir d'autres édifices publics : tribunal administratif, un hôtel de la monnaie, et le siège de la compagnie d'assurance Feuersozietät (achevé en 1938).
Pendant la Seconde Guerre mondiale, l'Altes Stadthaus subit des dommages au cours des bombardements alliés, puis fut gravement endommagé pendant la bataille de Berlin en 1945. Le toit fut presque entièrement détruit par le feu et le bâtiment avait subi des dégâts des eaux importants. Les statues au-dessus de l'entrée, à l'arrière du bâtiment, sur la Klosterstraße, ont également été détruites. Les évaluations ont estimé que 50 % de l'immeuble avait subi un préjudice.

### La RDA
En 1950, 45 % seulement des réparations nécessaires ont été réalisées, comme la construction d'une toiture en urgence. Durant les années d'après-guerre, aucune main-d'œuvre, fournitures ou financement n'était disponible pour effectuer des réparations sur une plus grande échelle. La reconstruction de l'Altes Stadthaus devait se faire en cinq phases entre 1950 et 1955 : la première a porté sur la construction de l'aile de la cour, côté Stralauer Straße, tandis que la seconde phase, achevée au début de 1952, a porté sur l'aile entre la Stralauer Straße et la Jüdenstraße, incluant la construction de bureaux supplémentaires au quatrième étage et une salle à manger pour 300 convives avec cuisine. Toutefois, les trois phases restantes n'ont pas été effectuées, la reconstruction de l'architecture Wilhelmine n'était pas une priorité par rapport aux logements. De plus, le financement des travaux de restauration n'avait pas été inclus dans le plan économique.
Finalement, le bâtiment deviendra le troisième hôtel de ville, et abritera certains ministères est-allemands, tels que celui de la planification et le logement. Bien que l'espace de bureau ait été entièrement occupé, la « salle de l'Ours » et les chambres de la tour n'ont pas été utilisées, sauf pour certaines expositions de plans par le surveillant de la construction de la Ville, Hans Scharoun. Ces parties ont donc été délaissées, non chauffées, exposées à l'humidité qui provoqua des dégâts de moisissure. La tour a finalement été utilisé par la Stasi.
En 1955, après cinq années de reconstruction, le Rotes Rathaus était pleinement opérationnel. Au début de la même année, il a été annoncé que le bâtiment serait transféré au Conseil des ministres de la RDA, qui avait été institué en 1949. En effet, on jugeait que la création de deux municipalités distinctes, Berlin-Ouest et Berlin-Est, ne nécessitait pas que cette dernière puisse disposer d'un bâtiment aussi vaste.

Le Premier ministre Otto Grotewohl pris possession de ses bureaux plus tard dans l'année, après des travaux de rénovation pour créer des logements appropriés pour les membres du gouvernement, qui comprenait du mobilier pour différentes pièces officielles, l'expansion prévue sur le quatrième étage, la mise à niveau des escaliers, l'installation d'un équipement de ventilation, et les travaux d'électricité. Des tapis rouges ont été déposées dans les couloirs et paliers d'escalier et des destructeurs de documents ont été placées dans tous les bureaux.
 
Entre 1958 à 1961, le bâtiment a été largement modifié. : la cour intérieure a été couverte et la « salle de l'Ours », dédiée aux réceptions et aux bals, a été converti en chambre du Conseil des ministres. La capacité de la salle a été réduite passant de 1 500 à 300 personnes. Les fenêtres et les arcades sur les côtés longs ont été fermées, moulures murales en bois et un plafond suspendu installé pour créer une salle moderne. Les candélabres, les grilles de la porte de bronze, et un sol en marbre ont été retirés.

En 1959, la statue de l'ours a également été enlevé et installé dans le nouveau jardin zoologique de Berlin-Friedrichsfelde. Une zone de sécurité a été créé à l'avant du bâtiment. L'entrée du public de ce « bâtiment du Conseil des ministres » était déplacée sur Klosterstraße. Sur l'entrée principale face Jüdenstraße, l'emblème national de la RDA, le marteau et le compas, a été installé à la place des armes de la ville de Berlin. L'ensemble de travaux a coûté 2 millions de marks.
La statue de la déesse Fortuna sur le dôme a été enlevée dès la première phase de la reconstruction en 1951 et remplacé par une antenne de 13 mètres pour les émissions de radiodiffusion.

Après l'entrée en service de la Fernsehturm en 1969, elle fut à son tour remplacé par un mât au sommet duquel battait le drapeau national. Pendant ce temps, la statue a été stockée à l'intérieur du dôme jusqu'à ce qu'elle disparaisse dans les années 1960, puisque le dernier document dans lequel elle est mentionnée date de 1962, on supposé qu'elle a été fondu, par la suite. Les statues restantes, urnes, et d'autres sculptures à l'extérieur de l'immeuble sont restés en place jusqu'en 1976-1977, période durant laquelle elles ont été enlevés et stockés au Friedrichsfelde et dans d'autres endroits. C'est ainsi qu'elles furent gravement endommagés par la pluie et du gel.
En 1974-1975, l'accueil et les salles de réunion ont été encore améliorées avec l'utilisation de matériels importées de l'Occident. Cependant, au fil du temps, le Altes Stadthaus est devenu moins important pour le gouvernement de la RDA. Les événements importants, les fêtes et les cérémonies avaient lieu dans le Rotes Rathaus, le Palais de la République ou le Staatsratsgebäude (bâtiment du Conseil d'État). 
Le plus haut fait historique qui se déroula au sein de l'immeuble dans le cadre de la RDA sont les dispositions de l'accord de la réunification allemande qui y furent négociées par le premier gouvernement librement élu du pays dirigé par Lothar de Maizière.

### LeAltes Stadthausdepuis la réunification
L'emblème de la RDA a été retirée de dessus de l'entrée principale en 1990, l'année de la réunification. 
Par la suite, les bureaux Berlinois de la Chancellerie fédérale et le ministère du Travail et des Affaires sociales ont occupé provisoirement le bâtiment.
 
En janvier 1993, après une décision de justice, le gouvernement fédéral a rétrocédé le bâtiment au Land de Berlin, qui souhaitait l'utiliser comme siège de son administration municipale. Toutefois, le bâtiment nécessita un besoin urgent de rénovation, puisque sous la RDA, l'entretien avait été négligé comme pour les installations de plomberie, par exemple, qui dataient en partie des années 1920. De plus, l'accès aux personnes handicapées devait être facilité.
La rénovation a commencé en 1994 sous la direction de l'architecte Gerhard Spangenberg, avec pour but de redonner, autant que possible, au bâtiment, son état d'origine sans ignorer les événements du passé plus récent.
 
La priorité a été la suppression des poutres métalliques et panneaux de particules. Les reliques de la période de la RDA jugés dignes de conservation ont été placés, soit dans le musée historique allemand situé dans l'ancien arsenal de Prusse, soit dans la Maison de l'Histoire de la République fédérale d'Allemagne à Bonn.

Les peintures murales et les reliefs originaux, ignorés pendant la période de la RDA, ont ensuite été restaurés. La fontaine dans le vestibule Klosterstraße a été recréée avec précision. Quatre ours de bronze, sculptures par Ignace Taschner, ont été renvoyés du Musée Märkisches et réinstallés sur des colonnes de pierre à leur remplacement initial dans le vestibule Jüdenstraße.
 
La restauration extérieure du bâtiment nécessita la restauration ou le remplacement par des répliques de quelque 180 éléments sculpturaux de la tour, y compris les figures allégoriques des vertus, des vases géants, des embrasures de fenêtres, et l'une des colonnes, qui ont subi des dommages des bombardements et qui avaient simplement été corrigées. En outre, la mansarde d'origine du toit a été reconstruite en 1998-1999 à l'ouest, sur la façade principale, face à la Jüdenstraße.
 
Les installations techniques ont également été remise à jour, y compris les équipements de ventilation, les ascenseurs, l'éclairage et la plomberie. Il s'est avéré impossible d'utiliser la tour comme bureaux car il manquait une deuxième sortie requise par les règlements de sécurité. Cet inconvénient a été ensuite corrigée par l'ajout d'espace de bureau dans la cavité du toit.
Une copie de 300 kg, de la statue de Fortuna a été créé par l'expert en restauration Bernd-Michael Helmich, basé sur un modèle d'une miniature fabriqué par Joost van der Velden. Le 2 septembre 2004, elle a été hissée au sommet du dôme en utilisant une grue à tour. Le remplacement de la statue Fortuna a été financée par l'entrepreneur et mécène Peter Dussmann pour un coût de 125 000 €. La restauration des statues de la tour a été retardée par un différend avec l'une des entreprises sous contrat qui avait fait faillite.
La rénovation comprenait également la restauration de la « salle de l'Ours », qui fut rouverte le 21 juin 1999. L'ours de bronze qui avait été placé au zoo de Friedrichsfelde fut transporté dans le bâtiment à son emplacement d'origine en juin 2001, tandis qu'à la demande du zoo, celui-ci en reçu une copie d'une valeur de 30 000 Marks.

La restauration de l'édifice, qui en 2001 a coûté 150 millions de Marks, a été largement financé par les gouvernements des Lander et par Berlin.
Le bâtiment est de nouveau la propriété de l'administration du Sénat de Berlin, et notamment de ses services responsables de l'Intérieur et des sports, qui s'y sont installés en 1997.
 
Le bureau d'enregistrement de l'arrondissement de Mitte a également utilisé le bâtiment durant un certain temps, tout comme le conseil de l'arrondissement de Mitte.

En 2008, un projet de déplacement de la Section de la protection constitutionnelle du Land de Berlin est annoncé, parachevant le regroupement au sein du bâtiement de toutes divisions du département de l'intérieur. En 2012, ces plans sont toujours à l'étude au sein du conseil de la ville.

## Sources
- (en)/(de) Cet article est partiellement ou en totalité issu des articles intitulés en anglais « Altes Stadthaus, Berlin » (voir la liste des auteurs) et en allemand « Altes Stadthaus (Berlin) » (voir la liste des auteurs).